# Nakano-Sakaue (metropolitana di Tokyo)
Nakano-Sakaue (中野坂上駅?, Nakano-Sakaue-eki) è una stazione della metropolitana di Tokyo e si trova nel quartiere di Nakano a Tokyo. Essa serve le linee Marunouchi della Tokyo Metro, con la sua diramazione Hōnanchō, e Ōedo della Toei.

## Stazioni adiacenti
| «                      | Servizio             | »              |
| Linea Ōedo             | Linea Ōedo           | Linea Ōedo     |
| ---------------------- | -------------------- | -------------- |
| Nishi-Shinjuku-Gochōme | -                    | Higashi-Nakano |
| Linea Marunouchi       |                      |                |
| Shin-Nakano            | Linea principale     | Nishi-Shinjuku |
| Nakano-Shimbashi       | Diramazione Hōnanchō | Capolinea      |